# NGC 6350
NGC 6350 este o galaxie situată în constelația Hercule. A fost descoperită în 29 iunie 1880 de către Édouard Stephan⁠(d).